# 게임데이
㈜게임데이는 모바일 게임 전문개발업체로서 현재 SKT, KT, LGU+을 통해 한국 시장에 게임을 서비스하고 있으며 아이폰, 안드로이드 등 스마트폰으로 오픈마켓에 서비스하고 있다. 본사는 한국의 부산시 해운대구 우동에 위치하고 있으며, 2011년 10월 기준, 직원수는 41명이다.
2007년 기술력을 인정받아 벤처기업으로 등록되었으며, 2008년 부산 선도 기업으로 선정되어 부산의 모바일 기업으로 성장하였다.
200만 다운로드를 달성한 방탈출 시리즈와 삐뚤어질테다, 위즈-환상공작소를 비롯하여 일본앱스토어에서 인기를 얻고 있는 <<스노우레인>>등 다양한 장르의 모바일 게임으로 서비스하고 있다.